# Fernando Gaibor
Fernando Gaibor (Montalvo, Los Ríos, 8 de octubre de 1991) es un futbolista ecuatoriano. Juega como mediocentro y su equipo actual es Alianza Lima de la Primera División del Perú.

## Trayectoria

### Selección de Los Ríos
Se inició en la selección de su provincia, Los Ríos. Allí fue visto por Silvano Estacio, por entonces jugador de Emelec, y este le recomendó que fuera a probarse a Guayaquil. En 2007 se unió a las divisiones menores del bombillo, donde comenzó jugando en la división sub-16, hasta llegar a la sub-20.

### Club Sport Emelec
En 2010, bajo dirección técnica de Jorge Sampaoli, debutó con el primer plantel el 15 de enero en la Explosión Azul. Debutó en Primera División el 28 de febrero ante Liga Deportiva Universitaria en el estadio Casa Blanca e internacionalmente en la Copa Libertadores 2010 frente a Sport Club Internacional de Brasil. Anotó sus primeros goles el 27 de noviembre, en una victoria 3-2 como visitante contra Universidad Católica, en la que convirtió por duplicado. El 2011 tuvo una destacada actuación, por lo que se le otorgó el premio a Mejor Jugador Joven de la temporada. Con buenas participaciones y algunos goles en campeonato nacional y torneos internacionales se consolidó como titular en Emelec, club en el que fue campeón los años 2013, 2014, 2015 y 2017.
Se destacó en la elaboración de juego, la pegada y los pases de gol, fue una de las figuras del Emelec para ganar la Serie A de Ecuador en 2013, 2014, 2015 y 2017. En todos estos torneos fue incluido en el equipo ideal votado por la Asociación de Futbolistas del Ecuador. En 2014 fue pretendido por Borussia Dortmund y Fiorentina, aunque finalmente no se concretó un traspaso.

### Club Atlético Independiente
El 25 de enero de 2018 se confirmó su traspaso al Club Atlético Independiente, que le ofreció un contrato por cinco temporadas y compró el 70% de su pase en $4 200 000 dólares. De esta manera, Dunga (como se lo conoce por su similitud con el exfutbolista brasileño) se convirtió en el segundo futbolista ecuatoriano en ponerse la camiseta del Rey de Copas.

### Al-Wasl F. C.
Después de algunos problemas que tuvo en el Club Atlético Independiente, el 10 de julio del 2019 el futbolista estuvo en el Al-Wasl de Emiratos Árabes Unidos, a préstamo desde club de Avellaneda y el 30% de su pase aun le pertenecía al Emelec. Solamente jugó por una temporada disputando 12 partidos y anotando 3 goles para el equipo.

### Independiente del Valle
El 6 de julio de 2021 formaría parte del plantel de Independiente del Valle que sería campeón de la Copa Sudamericana y la Recopa Sudamericana.

### Alianza Lima
En el año 2025 sería contratado por Alianza Lima procedente del Barcelona S. C. como agente libre por un valor de $400 mil dólares y estaría bajo las órdenes de Nestor Gorosito para jugar la Liga 1 y la Copa Libertadores.

## Selección nacional

### Categorías inferiores
Con la selección de Ecuador sub-20 fue un jugador importante para ganar el Torneo Internacional de Fútbol Sub-20 de l'Alcúdia 2010, para clasificar en el Campeonato Sudamericano Sub-20 de 2011, y para llegar hasta octavos de final en la Copa Mundial de Fútbol Sub-20 de 2011.
Participó en la selección ecuatoriana de fútbol sub-20, en el sudamericano de Perú 2011, hacia el mundial de Colombia, logrando clasificar. En el mundial sub-20 celebrado en Colombia actuó en todos los encuentros que disputó Ecuador llegando a octavos de final. 

#### Participaciones en Sudamericanos
| Campeonato                  | Sede | Resultado    | Partidos | Goles |
| --------------------------- | ---- | ------------ | -------- | ----- |
| Sudamericano Sub-20 de 2011 | Perú | Cuarto lugar | 8        | 0     |

#### Participaciones en Copas del Mundo
| Campeonato                  | Sede     | Resultado        | Partidos | Goles |
| --------------------------- | -------- | ---------------- | -------- | ----- |
| Copa Mundial Sub-20 de 2011 | Colombia | Octavos de final | 4        | 0     |

### Selección absoluta
Fernando Gaibor fue convocado por Reinaldo Rueda a la selección mayor, pero una lesión le impidió jugar el Mundial 2014. En abril de 2014, estando en Emelec, fue convocado por primera vez a la selección de Ecuador, dirigida por el técnico Reinaldo Rueda, para un microciclo.
Igualmente, Fernando Gaibor fue convocado para los partidos amistosos contra Argentina y Honduras el 15 y 19 de noviembre de 2013. Hizo su debut como suplente del segundo tiempo para Christian Noboa contra Argentina. En 2016 fue convocado por Gustavo Quinteros en reemplazo de Pedro Larrea que sufrió una lesión, para los partidos de eliminatorias frente a las selecciones de Paraguay y Colombia; debutando por eliminatorias en el minuto 82 en la derrota frente a Colombia 3-1.
En 2017 lograría una continuidad con la selección, anotando sus primeros goles en los amistosos contra El Salvador y Trinidad y Tobago.
Ocasionalmente ha sido capitán en la selección.

#### Participaciones en eliminatorias
| Eliminatorias     | Sede            | Resultado    | Partidos | Goles |
| ----------------- | --------------- | ------------ | -------- | ----- |
| Eliminatoria 2018 | América del Sur | No clasificó | 4        | 0     |
| Eliminatoria 2022 | América del Sur | Clasificado  | 2        | 0     |

#### Participaciones en Copa América
| Copa              | Sede           | Resultado        | Partidos | Goles |
| ----------------- | -------------- | ---------------- | -------- | ----- |
| Copa América 2016 | Estados Unidos | Cuartos de final | 3        | 0     |

### Partidos internacionales
Actualizado al último partido jugado el 9 de septiembre de 2021.
| \| N.° \| Fecha \| Ciudad \| Rival \| Resultado \| Competencia \| \| --- \| ------------------------ \| ------------ \| ----------------- \| --------- \| -------------------------- \| \| 1. \| 15 de noviembre de 2013 \| Nueva Jersey \| Argentina \| 0-0 \| Amistoso \| \| 2. \| 19 de noviembre de 2013 \| Houston \| Honduras \| 2-2 \| Amistoso \| \| 3. \| 29 de marzo de 2016 \| Barranquilla \| Colombia \| 1-3 \| Eliminatorias a Rusia 2018 \| \| 4. \| 25 de mayo de 2016 \| Dallas \| EEUU \| 0-1 \| Amistoso \| \| 5. \| 4 de junio de 2016 \| Pasadena \| Brasil \| 0-0 \| Copa América Centenario \| \| 6. \| 12 de junio de 2016 \| Pasadena \| Haití \| 4-0 \| Copa América Centenario \| \| 7. \| 16 de junio de 2016 \| Seattle \| EEUU \| 1-2 \| Copa América Centenario \| \| 8. \| 1 de septiembre de 2016 \| Quito \| Brasil \| 0-3 \| Eliminatorias a Rusia 2018 \| \| 9. \| 22 de febrero de 2017 \| Guayaquil \| Honduras \| 3-1 \| Amistoso \| \| 10. \| 5 de junio de 2017 \| Palm Beach \| Venezuela \| 1-1 \| Amistoso \| \| 11. \| 8 de junio de 2017 \| Harrison \| El Salvador \| 3-0 \| Amistoso \| \| 12. \| 26 de julio de 2017 \| Guayaquil \| Trinidad y Tobago \| 3-1 \| Amistoso \| \| 13. \| 31 de agosto de 2017 \| Porto Alegre \| Brasil \| 0-2 \| Eliminatorias a Rusia 2018 \| \| 14. \| 5 de septiembre de 2017 \| Quito \| Perú \| 1-2 \| Eliminatorias a Rusia 2018 \| \| 15. \| 7 de septiembre de 2018 \| Harrison \| Jamaica \| 2-0 \| Amistoso \| \| 16. \| 5 de septiembre de 2019 \| Nueva Jersey \| Perú \| 1-0 \| Amistoso \| \| 17. \| 10 de septiembre de 2019 \| Cuenca \| Bolivia \| 3-0 \| Amistoso \| \| 18. \| 2 de septiembre de 2021 \| Quito \| Paraguay \| 2-0 \| Eliminatorias a Catar 2022 \| \| 19. \| 9 de septiembre de 2021 \| Montevideo \| Uruguay \| 0-1 \| Eliminatorias a Catar 2022 \| |                          |              |                   |           |                            |
| N.° | Fecha                    | Ciudad       | Rival             | Resultado | Competencia                |
| 1. | 15 de noviembre de 2013  | Nueva Jersey | Argentina         | 0-0       | Amistoso                   |
| 2. | 19 de noviembre de 2013  | Houston      | Honduras          | 2-2       | Amistoso                   |
| 3. | 29 de marzo de 2016      | Barranquilla | Colombia          | 1-3       | Eliminatorias a Rusia 2018 |
| 4. | 25 de mayo de 2016       | Dallas       | EEUU              | 0-1       | Amistoso                   |
| 5. | 4 de junio de 2016       | Pasadena     | Brasil            | 0-0       | Copa América Centenario    |
| 6. | 12 de junio de 2016      | Pasadena     | Haití             | 4-0       | Copa América Centenario    |
| 7. | 16 de junio de 2016      | Seattle      | EEUU              | 1-2       | Copa América Centenario    |
| 8. | 1 de septiembre de 2016  | Quito        | Brasil            | 0-3       | Eliminatorias a Rusia 2018 |
| 9. | 22 de febrero de 2017    | Guayaquil    | Honduras          | 3-1       | Amistoso                   |
| 10. | 5 de junio de 2017       | Palm Beach   | Venezuela         | 1-1       | Amistoso                   |
| 11. | 8 de junio de 2017       | Harrison     | El Salvador       | 3-0       | Amistoso                   |
| 12. | 26 de julio de 2017      | Guayaquil    | Trinidad y Tobago | 3-1       | Amistoso                   |
| 13. | 31 de agosto de 2017     | Porto Alegre | Brasil            | 0-2       | Eliminatorias a Rusia 2018 |
| 14. | 5 de septiembre de 2017  | Quito        | Perú              | 1-2       | Eliminatorias a Rusia 2018 |
| 15. | 7 de septiembre de 2018  | Harrison     | Jamaica           | 2-0       | Amistoso                   |
| 16. | 5 de septiembre de 2019  | Nueva Jersey | Perú              | 1-0       | Amistoso                   |
| 17. | 10 de septiembre de 2019 | Cuenca       | Bolivia           | 3-0       | Amistoso                   |
| 18. | 2 de septiembre de 2021  | Quito        | Paraguay          | 2-0       | Eliminatorias a Catar 2022 |
| 19. | 9 de septiembre de 2021  | Montevideo   | Uruguay           | 0-1       | Eliminatorias a Catar 2022 |

### Goles internacionales
| \| N.° \| Fecha \| Lugar \| Rival \| Gol \| Resultado \| Competición \| \| --- \| ------------------- \| ------------------------------------------ \| ----------------- \| --- \| --------- \| ----------- \| \| 1. \| 8 de junio de 2017 \| Red Bull Arena, Harrison, Estados Unidos \| El Salvador \| 3–0 \| 3–0 \| Amistoso \| \| 2. \| 26 de julio de 2017 \| Estadio George Capwell, Guayaquil, Ecuador \| Trinidad y Tobago \| 2–1 \| 3–1 \| Amistoso \| |                     |                                            |                   |     |           |             |
| N.° | Fecha               | Lugar                                      | Rival             | Gol | Resultado | Competición |
| 1. | 8 de junio de 2017  | Red Bull Arena, Harrison, Estados Unidos   | El Salvador       | 3–0 | 3–0       | Amistoso    |
| 2. | 26 de julio de 2017 | Estadio George Capwell, Guayaquil, Ecuador | Trinidad y Tobago | 2–1 | 3–1       | Amistoso    |

## Estadísticas

### Clubes
Actualizado al último partido jugado el 13 de agosto de 2025.
| Club                              | Temporada     | Campeonato | Campeonato | Campeonato | Copas nacionales | Copas nacionales | Copas nacionales | Sudamericana | Sudamericana | Sudamericana | Libertadores | Libertadores | Libertadores | Otras | Otras | Otras  | Total | Total | Total  |
| Club                              | Temporada     | PJ         | Goles      | Asist.     | PJ               | Goles            | Asist.           | PJ           | Goles        | Asist.       | PJ           | Goles        | Asist.       | PJ    | Goles | Asist. | PJ    | Goles | Asist. |
| --------------------------------- | ------------- | ---------- | ---------- | ---------- | ---------------- | ---------------- | ---------------- | ------------ | ------------ | ------------ | ------------ | ------------ | ------------ | ----- | ----- | ------ | ----- | ----- | ------ |
| C. S. Emelec · Ecuador            | 2010          | 24         | 2          | 0          | —                | —                | —                | —            | —            | —            | 1            | 0            | 0            | —     | —     | —      | 25    | 2     | 0      |
| C. S. Emelec · Ecuador            | 2011          | 35         | 4          | 0          | —                | —                | —                | 2            | 0            | 1            | 5            | 0            | 0            | —     | —     | —      | 42    | 4     | 1      |
| C. S. Emelec · Ecuador            | 2012          | 37         | 6          | 4          | —                | —                | —                | 3            | 1            | 0            | 12           | 2            | 0            | —     | —     | —      | 52    | 9     | 4      |
| C. S. Emelec · Ecuador            | 2013          | 34         | 5          | 5          | —                | —                | —                | 3            | 0            | 0            | 8            | 2            | 0            | —     | —     | —      | 45    | 7     | 5      |
| C. S. Emelec · Ecuador            | 2014          | 17         | 3          | 1          | —                | —                | —                | 4            | 0            | 0            | 5            | 0            | 1            | —     | —     | —      | 26    | 3     | 2      |
| C. S. Emelec · Ecuador            | 2015          | 27         | 2          | 4          | —                | —                | —                | 4            | 0            | 0            | 8            | 0            | 0            | —     | —     | —      | 39    | 2     | 4      |
| C. S. Emelec · Ecuador            | 2016          | 20         | 3          | 8          | —                | —                | —                | 3            | 1            | 1            | 5            | 0            | 1            | —     | —     | —      | 28    | 4     | 10     |
| C. S. Emelec · Ecuador            | 2017          | 36         | 6          | 7          | —                | —                | —                | —            | —            | —            | 8            | 0            | 0            | —     | —     | —      | 44    | 6     | 7      |
| C. S. Emelec · Ecuador            | Total         | 230        | 31         | 29         | 0                | 0                | 0                | 19           | 2            | 1            | 52           | 4            | 2            | 0     | 0     | 0      | 301   | 37    | 33     |
| C. A. Independiente Argentina     | 2018          | 10         | 0          | 2          | —                | —                | —                | —            | —            | —            | 6            | 0            | 0            | 2     | 1     | 1      | 18    | 1     | 3      |
| C. A. Independiente Argentina     | 2018-19       | 24         | 4          | 5          | 3                | 1                | 0                | 3            | 0            | 0            | —            | —            | —            | 2     | 0     | 0      | 32    | 5     | 5      |
| C. A. Independiente Argentina     | Total         | 34         | 4          | 7          | 3                | 1                | 0                | 3            | 0            | 0            | 6            | 0            | 0            | 4     | 1     | 1      | 50    | 6     | 8      |
| Al-Wasl F. C. · EAU               | 2019-20       | 12         | 3          | 0          | 5                | 0                | 0                | —            | —            | —            | —            | —            | —            | 0     | 0     | 0      | 17    | 3     | 0      |
| Al-Wasl F. C. · EAU               | Total         | 12         | 3          | 0          | 5                | 0                | 0                | 0            | 0            | 0            | 0            | 0            | 0            | 0     | 0     | 0      | 17    | 3     | 0      |
| Guayaquil City F. C. · Ecuador    | 2020          | 7          | 1          | 0          | —                | —                | —                | —            | —            | —            | —            | —            | —            | —     | —     | —      | 7     | 1     | 0      |
| Guayaquil City F. C. · Ecuador    | 2021          | 14         | 1          | 0          | —                | —                | —                | 2            | 0            | 0            | —            | —            | —            | —     | —     | —      | 16    | 1     | 0      |
| Guayaquil City F. C. · Ecuador    | Total         | 21         | 2          | 0          | 0                | 0                | 0                | 2            | 0            | 0            | 0            | 0            | 0            | 0     | 0     | 0      | 23    | 2     | 0      |
| Independiente del Valle · Ecuador | 2021          | 11         | 1          | 0          | —                | —                | —                | 2            | 0            | 0            | —            | —            | —            | —     | —     | —      | 13    | 1     | 0      |
| Independiente del Valle · Ecuador | 2022          | 29         | 5          | 0          | 10               | 0                | 0                | 7            | 0            | 0            | 6            | 0            | 1            | 0     | 0     | 0      | 52    | 5     | 1      |
| Independiente del Valle · Ecuador | Total         | 40         | 6          | 0          | 10               | 0                | 0                | 9            | 0            | 0            | 6            | 0            | 1            | 0     | 0     | 0      | 65    | 6     | 1      |
| Barcelona S. C. · Ecuador         | 2023          | 28         | 1          | 2          | 0                | 0                | 0                | 2            | 0            | 0            | 5            | 1            | 0            | 0     | 0     | 0      | 35    | 2     | 2      |
| Barcelona S. C. · Ecuador         | 2024          | 22         | 0          | 3          | 0                | 0                | 0                | 1            | 0            | 0            | 5            | 0            | 0            | 0     | 0     | 0      | 28    | 0     | 3      |
| Barcelona S. C. · Ecuador         | Total         | 50         | 1          | 5          | 0                | 0                | 0                | 3            | 0            | 0            | 10           | 1            | 0            | 0     | 0     | 0      | 63    | 2     | 5      |
| Alianza Lima · Perú               | 2025          | 22         | 1          | 3          | 0                | 0                | 0                | 3            | 0            | 1            | 11           | 0            | 1            | 0     | 0     | 0      | 36    | 1     | 5      |
| Alianza Lima · Perú               | Total         | 22         | 1          | 3          | 0                | 0                | 0                | 3            | 0            | 1            | 11           | 0            | 1            | 0     | 0     | 0      | 36    | 1     | 5      |
| Total carrera                     | Total carrera | 409        | 48         | 44         | 18               | 1                | 0                | 39           | 2            | 2            | 85           | 5            | 4            | 4     | 1     | 1      | 555   | 57    | 52     |

## Palmarés

### Campeonatos nacionales
| Título             | Club                    | País    | Año  |
| ------------------ | ----------------------- | ------- | ---- |
| Serie A de Ecuador | Emelec                  | Ecuador | 2013 |
| Serie A de Ecuador | Emelec                  | Ecuador | 2014 |
| Serie A de Ecuador | Emelec                  | Ecuador | 2015 |
| Serie A de Ecuador | Emelec                  | Ecuador | 2017 |
| Serie A de Ecuador | Independiente del Valle | Ecuador | 2021 |
| Copa Ecuador       | Independiente del Valle | Ecuador | 2022 |

### Campeonatos internacionales
| Título            | Club                    | Sede    | Año  |
| ----------------- | ----------------------- | ------- | ---- |
| Copa Suruga Bank  | Independiente           | Osaka   | 2018 |
| Copa Sudamericana | Independiente del Valle | Córdoba | 2022 |

### Distinciones individuales
| Distinción                                | Año  |
| ----------------------------------------- | ---- |
| Joven revelación de la Serie A de Ecuador | 2011 |
| Ⅺ ideal del Campeonato Ecuatoriano        | 2013 |
| Ⅺ ideal del Campeonato Ecuatoriano        | 2014 |
| Ⅺ ideal del Campeonato Ecuatoriano        | 2015 |
| Ⅺ ideal del Campeonato Ecuatoriano        | 2017 |